# ピアノソナタ (バルトーク)
バルトークのピアノ・ソナタ Sz.80は、習作時代を除けば彼が書いた唯一のピアノ・ソナタである。
- 演奏時間：約15分
- 作曲時期：1926年6月
- 初演：1926年12月8日、ブダペストでバルトーク自身の演奏による。

## 概説
1926年の夏、バルトークは家族を避暑地に送り出すと、自らはブダペストに残り作曲に取り組んだ。主たる要因は翌年の演奏会に向けてピアノ協奏曲第1番を書くことだったようだが、20種類を超えるアイディアの断章が遺されており、その中からこのソナタや組曲『戸外にて』、『9つのピアノ小品』などが発想されて書き上げられたことが判明している。こういった経緯からこれらの作品はお互いに影響している点（例えばピアノ協奏曲とこのソナタは主調が同じ）が認められるが、特に『戸外にて』の第3曲【ミュゼット】について、バルトークの研究家である音楽学者ラズロー・ショムファイはソナタ終楽章の草稿を研究した結果「ソナタ終楽章の完成直前にカットされた部分から改めて作られた」と結論付けている。
自らもフランツ・リストの系譜に繋がる優れたピアニストであったバルトークが、自らのレパートリーの1つとして作曲した作品であると同時に、どちらかと言えば小品の方が多い彼のピアノ作品の中で、大規模な構造を持っている数少ない作品の1つである。
当時の新古典主義の影響があったことを作曲者自身が認めている通り、形式的にはクラシカルなソナタ形式を踏まえ、オーソドックスな3楽章で構成されている。ただし様々な音階（長音階や短音階に加え、全音音階や五音音階など）の使用、半音階的な和声による調性感の不明確な響きに加え、バルトークが目指していたバロック音楽的な構造の明確さ、そしてこの時期の彼の作品で特に目立つピアノの打楽器的な使用、重厚な和音塊が特徴となっている。
演奏には彼自身が弾くことを前提として作曲したピアノ協奏曲第1番、第2番と同様にかなりのテクニックが要求される。

## 曲の構成
概説の通り、形式的にはウィーン古典派が確立した伝統的3楽章構成になっている。

### 第1楽章　Allegro moderato
ホ調（バルトーク本人は1927年12月から1928年2月にかけてのアメリカツアーにさいして、アメリカの雑誌に掲載されたインタビューでは「ホ長調」と語っているが、厳密な意味では長調とも短調とも言えない）、ソナタ形式。
リズミカルでエネルギッシュな第1主題、やや穏やかな第2主題、舞曲風の第3主題の3つの主題を持つ。展開部は比較的簡潔で再現部に戻るが、提示部に比べてかなり短くなっている。

### 第2楽章　Sostenuto e pesante
ハ（短）調、三部形式。
まるで葬送音楽のような重々しい緩徐楽章で、鐘のような響きが特徴。ピアノ協奏曲第1番の第2楽章と共通するものを感じさせる。

### 第3楽章　Allegro molto
ホ調、ロンド形式であるが、変奏曲的な要素も併せ持つ。
バルトークは自作の終楽章に民俗舞曲的な主題を用いることが多かったが、この曲も同様に舞曲調の主題を基本主題においている。この主題が時に様々に変奏されたり原形に近い形になったりしながら何度も出現し、フィナーレにふさわしく疾走する。先述のショムファイは、こういった主題の変容と言う要素が民族音楽の研究に学んだものであることを指摘し、「単一主題的なロンド」と称している。